# Francisco Fernández Ochoa
Francisco "Paquito" Fernández Ochoa, född 25 februari 1950 i Madrid, död 6 november 2006 i Cercedilla norr om Madrid, var en spansk alpin skidåkare. Han var specialiserad på slalom.
När han var 21 år gammal så vann han OS-guld i slalom vid OS 1972 i Sapporo, medaljen räknas även som VM-medalj. Han är känd för att vara den första och hittills (2010) enda spanjor att någonsin att vinna en guldmedalj vid olympiska vinterspelen. 
Fernández Ochoa var ett av fem syskon som tävlat för det spanska skidlandslaget i olympiska vinterspelen (bröderna Luis och Juan Manuel och systrar Dolores och Blanca).  Blanca var den enda andra spanska skidåkare att vinna en medalj vid olympiska vinterspelen, hon vann brons i damernas slalom vid olympiska vinterspelen 1992 i Albertville, Frankrike. 
Fernández Ochoa tävlade i fyra olympiska vinterspelen (1968 till 1980). Han vann bara en världscupstävling, ett slalomlopp i 1974 i Zakopane, Polen. 
Vid 1974 VM, vann Fernández Ochoa ett brons i slalom. Hans bästa säsong var 1975, han slutade 9:a i den totala ställningar och 7:a slalomcupen. Han slutade nia i slalomen vid olympiska vinterspelen 1976.
Fernández Ochoa gick i pension som professionell skidåkare vid en ålder av 30, efter säsongen 1979/1980. Han slutade med fyra världscup-pallplatser (topp 3) och 30 bland de tio bästa. 
Francisco Fernández Ochoa 2006 avled av cancer i Cercedilla 2006. En staty av Ochoa restes till hans ära i staden en vecka före hans bortgång.

## Världscupsegrar
| Date         | Location        | Race   |
| ------------ | --------------- | ------ |
| 6 mars, 1974 | Zakopane, Polen | Slalom |